# La Chapelle-Saint-Aubin
La Chapelle-Saint-Aubin é uma comuna francesa na região administrativa do País do Loire, no departamento de Sarthe. Estende-se por uma área de 5.93 km². Em 2010 a comuna tinha 2 398 habitantes (densidade: 404,4 hab./km²).